# Cyphocharax signatus
Cyphocharax signatus är en fiskart som beskrevs av Richard P. Vari 1992. Cyphocharax signatus ingår i släktet Cyphocharax och familjen Curimatidae. Inga underarter finns listade i Catalogue of Life.